# Percy Lowe
Percy Roycroft Lowe (ur. 2 stycznia 1870 w Stamford w Lincolnshire, zm. 18 sierpnia 1948) – brytyjski ornitolog i chirurg . 
Ukończył Jesus College na Uniwersytecie Cambridge . W 1919 roku został kustoszem działu ptaków w Muzeum Historii Naturalnej w Londynie. Pozostał na tym stanowisku do 1935 roku. W latach 1920 to 1925 był redaktorem naczelnym Bulletin of the British Ornithologists’ Club, zaś od 1943 do 1948 roku był prezesem British Ornithologists’ Union.